# Schloss Hagenburg

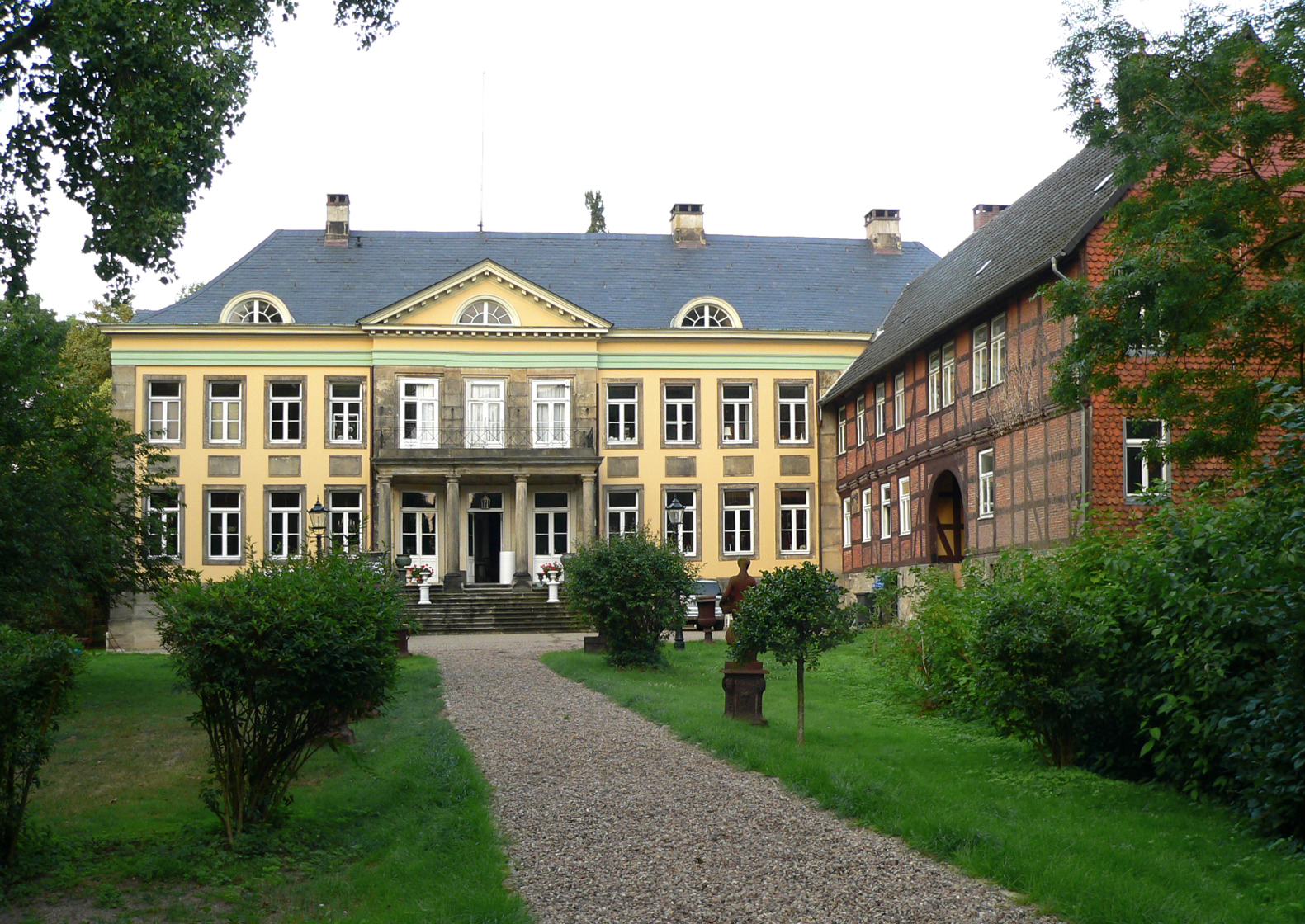
Schloss Hagenburg mit Südflügel in Fachwerkbauweise

Schloss Hagenburg ist eine kleine Schlossanlage in Hagenburg/Niedersachsen, die lange Zeit als Sommersitz des Hauses Schaumburg-Lippe diente. Es ist mit dem Steinhuder Meer durch den 1,2 Kilometer langen Hagenburger Kanal am Rande des Hagenburger Moores verbunden.

## Geschichte und Baugeschichte

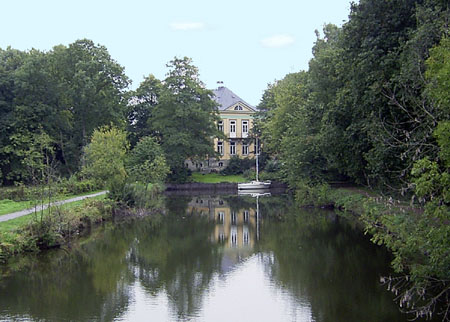
Das Schloss am Hagenburger Kanal, der zum Steinhuder Meer führt

Die Burg Hagenburg als Vorläuferanlage des Schlosses Hagenburg wurde 1369 als Hagenborch erstmals urkundlich erwähnt. Sie dürfte auf die Schaumburger Grafen zurückgehen, als sie im 14. Jahrhundert am Steinhuder Meer Fuß fassten. Die Burg diente vermutlich im frühen 14. Jahrhundert zur Sicherung der in der zweiten Hälfte des 13. Jahrhunderts entstandenen Siedlung Hagenburg.
Vom 14. Jahrhundert an war die Burg oft verpfändet und diente später als Verwaltungssitz des Amtes Hagenburg. 1518 wurden die Gebrüder Anton und Johann zu Holstein-Schaumburg vom hessischen Landgrafen mit der Burg belehnt. Bis 1558 saßen hier die Herren von Heimburg als deren Ministeriale, danach war Ludolf Klencke im Pfandbesitz des Amtes Hagenburg. Klencke ließ 1558 ein Torhaus errichten und die Burg umbauen. Im Wohntrakt zog er eine Wendeltreppe ein. Sein Sohn Ernst Ludolf veranlasste 1574 einige Renovierungen und die Erbauung eines Schafstalls.
1686 wurde die Anlage unter Friedrich Christian Graf zu Schaumburg-Lippe um den in Fachwerk erstellten Südflügel mit Steinsockel und Durchfahrt ergänzt. An ihn wurde kurze Zeit später der Ostflügel angebaut, der Ende des 18. Jahrhunderts einem klassizistischen Bau wich. Nachdem bereits in den 1720er Jahren mehrfach von Schäden am Schloss die Rede war, wurden 1733 größere Reparaturmaßnahmen durchgeführt. Zehn Jahre später ließ die Rentkammer ein neues Pförtnerhaus erbauen.
Bereits gegen Ende des 18. Jahrhunderts scheinen die Gebäude den Ansprüchen nicht mehr genügt zu haben, da Fürstin Juliane von Hessen-Philippsthal einen Umbau zu einem „Lustschloß mit Bequemlichkeit“ veranlasste. Die ersten Entwürfe des Baumeisters Clemens August von Vagedes sollen im Herbst 1791 entstanden sein. Am 17. November 1792 reichte Vagedes seine Bauzeichnungen ein, die der Fürstin jedoch nicht zusagten. Erst die im Januar des darauf folgenden Jahres vorgelegten Zeichnungen fanden die Zustimmung der Bauherrin. Im Frühjahr 1793 begannen die Bauarbeiten. 1794 folgte der Ausbau des Inneren, wobei die Ausführung der Innendekorationen erst nach dem Tod von Vagedes 1795 zum Abschluss kam. Im Frühjahr 1798 begann die Ausstattung der Innenräume. Fürstin Juliane erlebte die Vollendung ihres Schlosses nicht, da sie am 9. November 1799 im Alter von 38 Jahren verstarb. Im Jahre 1800 war der Bau weitgehend fertiggestellt.
Das nur mit einem großen finanziellen Aufwand zu erhaltende Schloss wurde mit seinen Nebengebäuden im Jahr 2005 vom Haus Schaumburg-Lippe veräußert. Heute befindet sich darin ein Kunst- und Auktionshaus.

## Baubeschreibung
Die Schlossanlage besteht aus einer 45 × 58 m großen, ehemals mit einem Wassergraben umgebenen Hauptburginsel mit südöstlich vorgelagerter Vorburg.
Bei dem jetzigen Schlossbau handelt es sich um eine L-förmige Anlage, die kaum noch mittelalterliche Bausubstanz aufweist, im Kern aber aus dem 16. Jahrhundert stammen soll. Das Schloss dürfte den Grundriss der Burg als Vorgängeranlage widerspiegeln. Der in Fachwerk erstellte, mit einer Durchfahrt versehene Südflügel erhebt sich über einem hohen Steinsockel. Ein hier angebrachtes Wappen ist „1686“ bezeichnet. Der etwas höher aufragende Ostflügel besteht an der Süd- und Ostseite ebenfalls aus Fachwerk. Allerdings tritt das Fachwerk auf der Rückseite nicht offen zu Tage: es ist mit Holz verkleidet. An der West- und an der Nordseite ist das Corps de Logis hingegen in Stein aufgeführt. Die verputzte Hoffront wird durch einen dreiachsigen Mittelrisalit akzentuiert, dem im Eingangsbereich ein Portikus mit toskanischen Säulen vorgelegt ist.
Das Schloss liegt am Ende des 1,2 Kilometer langen Hagenburger Kanals, der als Stichkanal zum Steinhuder Meer führt. Er ist in den 1760er Jahren angelegt worden, um das Baumaterial für die künstliche Insel Wilhelmstein auf Booten anzutransportieren.

## Park
Schloss Hagenburg wird von einem öffentlich zugänglichen Landschaftspark mit altem Baumbestand umgeben; eine von Sumpfzypressen gesäumte Rhododendron-Allee führt direkt auf den Mittelrisalit des Hauptgebäudes zu. Der Park bietet einer Vielzahl von Wald bewohnenden Vögeln einen geeigneten Lebensraum. Als Brutvögel wurden etliche Höhlenbrüter wie Grauschnäpper, Trauerschnäpper, Kleiber und mehrere Meisenarten nachgewiesen. Weiterhin wurden Grün-, Bunt-, Mittel- und Kleinspecht sowie Pirol beobachtet. Auch Waldkauz und Mäusebussard sollen im Park brüten. Das dichte Unterholz wird von Mönchs- und Gartengrasmücke, Rotkehlchen, Zilpzalp und Nachtigall bewohnt. Noch 1964 brütete auf dem mittleren Schornstein des Hauptgebäudes der Weißstorch. Am Hagenburger Kanal ist häufiger der Eisvogel zu sehen.